# Matthew Ridley, V visconte Ridley
(Matt Ridley, traduzione dall'inglese, in La regina rossa: sesso ed evoluzione, Instar libri, 2003)
Matthew Ridley, V visconte Ridley, noto anche come Matt Ridley (Northumberland, 7 febbraio 1958), è un divulgatore scientifico, giornalista e saggista britannico tradotto nelle principali lingue.

## Biografia
Nasce nel 1958, studia alla scuola superiore privata Eton College. È il quartogenito di quattro figli (tre sorelle).
Ridley nel 1983 si laurea in zoologia al Magdalen College di Oxford dove successivamente consegue un dottorato di ricerca.
Fra i volumi, in Italia, sono stati pubblicati Genoma (2002), La Regina Rossa. Sesso ed evoluzione (2003), Il gene agile (2005). Il libro Un ottimista razionale (2013) è stato presentato alla presenza dell'autore come ospite d’onore del Festival della Scienza di Genova. Ridley afferma come gli scienziati vadano ascoltati quando analizzano il passato, per contro non vanno presi in seria considerazione quando si soffermano a discutere del futuro.
Prima di diventare scrittore, lo psicologo evoluzionista ha fatto parte della redazione ed è stato editorialista dell'Economist per circa nove anni discutendo soprattutto di società, politica statunitense e scienza. Nel 1992 interrompe la collaborazione con il settimanale economico per dedicarsi a tempo pieno alla scrittura. Si è rivelato come uno dei più attenti e informati divulgatori scientifici. Ha tenuto rubriche fisse sul Daily Telegraph e sul Sunday Telegraph.
Invitato ai TEDGlobal 2010, fra i vari interventi, Ridley descrive con la sua consueta ironia come, nel lungo excursus storico dell'umanità, il meccanismo propulsore del progresso dell'Homo sapiens sia stato l'incontro, per non parlare addirittura di un vero e proprio amplesso, fra idee differenti e scambio-merci che hanno dato luogo a nuove idee, determinanti per la sopravvivenza e l'evoluzione della specie. Non è importante quanto siano in gamba gli individui, dice Ridley. Quel che conta è l'intelligenza del cervello collettivo. Il mondo in cui oggi noi viviamo è migliorato principalmente negli ultimi decenni: in quasi tutti i paesi sono aumentati il livello di reddito, l'aspettativa di vita, il livello di istruzione e la soddisfazione di vita.
Non deve essere confuso con il conterraneo zoologo Mark Ridley (1956), anch'egli giornalista scientifico e autore di "Evoluzione".

### Vita privata
Nel 1989 sposa la neuroscienziata Anya Hurlbert, con la quale ha due figli.

### Critiche
Nel 2002 lo scrittore americano Wesley J. Smith ha messo in dubbio le sue teorie esposte nel volume Il gene agile, secondo il quale egli "non presenta prove in quanto fa ricorso a ipotesi azzardate della logica basate su scienze sociali discutibilmente rilevanti e a facili analogie fondate su alcuni studi sugli animali" . È stato accusato di essere troppo favorevole al mercato dei beni di consumo.

### Riconoscimenti
Per i suoi meriti, il 13 febbraio 2013 è stato insignito eccezionalmente del titolo di pari ereditario della Camera dei lord, malgrado la riforma dell'House of Lords Act 1999, oltre che vincitore di vari premi.
Premiato per la sua biografia su Francis Crick con il Davis Prize (2007), assegnatogli dalla History of Science Society. Ha vinto fra l'altro l'Hayek Book Prize 2011 del Manhattan Institute per il volume Un ottimista razionale.

### Curiosità
La Regina Rossa è menzionato in Io prima di te, di Jojo Moyes.

## Ascendenza
|                                              |                   |                                            | Genitori                                    |  |  | Nonni |  |  | Bisnonni                              |  |  | Trisnonni                             |  |
|                                              |                   |                                            |                                             |  |  |       |  |  | 8. Matthew Ridley, II visconte Ridley |  |  | 16. Matthew Ridley, I visconte Ridley |  |
|                                              |                   |                                            |                                             |  |  |       |  |  | 8. Matthew Ridley, II visconte Ridley |  |  | 16. Matthew Ridley, I visconte Ridley |  |
|                                              |                   | 17. Mary Georgiana Marjoribanks            |                                             |  |  |       |  |  | 8. Matthew Ridley, II visconte Ridley |  |  |                                       |  |
| 4. Matthew White Ridley, III visconte Ridley |                   |                                            |                                             |  |  |       |  |  | 8. Matthew Ridley, II visconte Ridley |  |  |                                       |  |
|                                              |                   | 9. Rosamond Guest                          | 18. Ivor Guest, I barone Wimborne           |  |  |       |  |  |                                       |  |  |                                       |  |
|                                              |                   | 9. Rosamond Guest                          | 18. Ivor Guest, I barone Wimborne           |  |  |       |  |  |                                       |  |  |                                       |  |
|                                              |                   | 9. Rosamond Guest                          | 19. Cornelia Spencer-Churchill              |  |  |       |  |  |                                       |  |  |                                       |  |
| 2. Matthew Ridley, IV visconte Ridley        |                   | 9. Rosamond Guest                          |                                             |  |  |       |  |  |                                       |  |  |                                       |  |
|                                              |                   | 10. Edwin Lutyens                          | 20. Charles Augustus Henry Luytens          |  |  |       |  |  |                                       |  |  |                                       |  |
|                                              |                   | 10. Edwin Lutyens                          | 20. Charles Augustus Henry Luytens          |  |  |       |  |  |                                       |  |  |                                       |  |
|                                              |                   | 10. Edwin Lutyens                          | 21. Mary Theresa Gallwey                    |  |  |       |  |  |                                       |  |  |                                       |  |
| 5. Ursula Lutyens                            |                   | 10. Edwin Lutyens                          |                                             |  |  |       |  |  |                                       |  |  |                                       |  |
|                                              |                   | 11. Emily Bulwer-Lytton                    | 22. Robert Bulwer-Lytton, I conte di Lytton |  |  |       |  |  |                                       |  |  |                                       |  |
|                                              |                   | 11. Emily Bulwer-Lytton                    | 22. Robert Bulwer-Lytton, I conte di Lytton |  |  |       |  |  |                                       |  |  |                                       |  |
|                                              |                   | 11. Emily Bulwer-Lytton                    | 23. Edith Villiers                          |  |  |       |  |  |                                       |  |  |                                       |  |
| 1. Matthew Ridley, V visconte Ridley         |                   | 11. Emily Bulwer-Lytton                    |                                             |  |  |       |  |  |                                       |  |  |                                       |  |
|                                              | 12. Osbert Lumley | 24. Richard Lumley, IX conte di Scarbrough |                                             |  |  |       |  |  |                                       |  |  |                                       |  |
|                                              | 12. Osbert Lumley | 24. Richard Lumley, IX conte di Scarbrough |                                             |  |  |       |  |  |                                       |  |  |                                       |  |
|                                              | 12. Osbert Lumley | 25. Frederica Drummond                     |                                             |  |  |       |  |  |                                       |  |  |                                       |  |
| 6. Roger Lumley, XI conte di Scarbrough      | 12. Osbert Lumley |                                            |                                             |  |  |       |  |  |                                       |  |  |                                       |  |
|                                              |                   | 13. Constance Wilson-Patten                | 26. Eustace Wilson-Patten                   |  |  |       |  |  |                                       |  |  |                                       |  |
|                                              |                   | 13. Constance Wilson-Patten                | 26. Eustace Wilson-Patten                   |  |  |       |  |  |                                       |  |  |                                       |  |
|                                              |                   | 13. Constance Wilson-Patten                | 27. Emily Thynne                            |  |  |       |  |  |                                       |  |  |                                       |  |
| 3. Anne Lumley                               |                   | 13. Constance Wilson-Patten                |                                             |  |  |       |  |  |                                       |  |  |                                       |  |
|                                              |                   | 14. Robert Finnie McEwen                   | 28. John McEwen                             |  |  |       |  |  |                                       |  |  |                                       |  |
|                                              |                   | 14. Robert Finnie McEwen                   | 28. John McEwen                             |  |  |       |  |  |                                       |  |  |                                       |  |
|                                              |                   | 14. Robert Finnie McEwen                   | 29. Isabella Finnie                         |  |  |       |  |  |                                       |  |  |                                       |  |
| 7. Katherine McEwen                          |                   | 14. Robert Finnie McEwen                   |                                             |  |  |       |  |  |                                       |  |  |                                       |  |
|                                              |                   | 15. Mary Frances Dundas                    | 30. Henry Robert Duncan Dundas              |  |  |       |  |  |                                       |  |  |                                       |  |
|                                              |                   | 15. Mary Frances Dundas                    | 30. Henry Robert Duncan Dundas              |  |  |       |  |  |                                       |  |  |                                       |  |
|                                              |                   | 15. Mary Frances Dundas                    | 31. Catherine Anne Carrington Napier        |  |  |       |  |  |                                       |  |  |                                       |  |
|                                              |                   | 15. Mary Frances Dundas                    |                                             |  |  |       |  |  |                                       |  |  |                                       |  |

## Libri tradotti
- Il futuro delle malattie (The future of disease), Milano, Garzanti, 1999. ISBN 88-11-68011-5
- Genoma: l'autobiografia di una specie in ventitré capitoli (Genome), Torino, Instar libri, 2002. ISBN 88-461-0038-7
- La regina rossa: sesso ed evoluzione (The red queen), Torino, Instar libri, 2003. ISBN 88-461-0049-2
- Il gene agile: la nuova alleanza fra eredità e ambiente (Nature via Nurture), Milano, Adelphi, 2005. ISBN 88-459-1989-7
- Francis Crick: lo scopritore del codice genetico (Francis Crick: discoverer of the genetic code), Torino, Codice, 2010. ISBN 978-88-7578-150-7
- Le origini della virtù: gli istinti umani e l'evoluzione della cooperazione (The origins of virtue), Torino, IBL libri, 2012. ISBN 978-88-6440-082-2
- Un ottimista razionale: come evolve la prosperità (The Rational Optimist), Roma, Le scienze / Torino, Codice, 2013. ISBN 978-88-7578-372-3
- L’evoluzione di tutte le cose (The Evolution of Everything. How New Ideas Emerge), Macerata, Liberilibri di AMA, 2021. ISBN 978-88-98094-77-6
- Quante lampadine servono per cambiare il mondo? Innovazione, crescita e scenari futuri (How Innovation Works: And Why It Flourishes in Freedom), Torino, IBL libri, 2021. ISBN 978-88-6440-422-6